# Poukhliakovski
Poukhliakovski (en russe : Пухляко́вский) est un khoutor, situé au bord du fleuve Don, dans le raïon Oust-Donetski de l'oblast de Rostov.

## Histoire
Le hameau Poukhliakovski est connue depuis 1780, d'abord sous le nom de Sobachinski (ou Sobachenski). Initialement il fait partie de la stanitsa des cosaques du Don Razdorskaïa.
En 1905, dans le cadre de l'ouverture de l'École de viticulture et de vinification, le hameau est rebaptisée Poukhliakovski, en l'honneur de l'un des cosaques, un certain Poukhliakov, qui aurait apporté de la campagne des Balkans les boutures de raisin à partir desquelles le cépage Pukhlyakovsky White a été cultivé, qui est devenu la fierté de la région du Don.
Le 13 mai 1921, le Conseil des commissaires du peuple réorganise les propriétés cosaques en stations thermales.
Pendant la Grande Guerre patriotique pendant un certain temps, la maison de repos locale accueille les enfants évacués de Moldavie et d'Ukraine, et des soldats soviétiques blessés. En juillet 1942, le hameau est occupé par les troupes allemandes et ne sera libéré par les troupes soviétiques que le 13 février 1943.
De 1946 à 2008, l'écrivain Anatoli Kalinine a vécu à Poukhliakovski. Des films célèbres tels que Point de non-retour (1973), Tzigane (1979) et Le Retour de Budulai (1985), adaptés d'après ses livres, ont été tournés dans ces endroits.
Chaque année depuis 2011, le dernier samedi de septembre, avec le soutien de la Razdorsky Ethnographic Museum-Reserve, une fête du vin "Don Vine" a lieu, avec la participation des meilleures entreprises de viticulture et de vinification de la région de Rostov.
En juin 2016, dans le cadre de la célébration du centenaire de l'écrivain Anatoli Kalinine, qui vivait sur le territoire de la ferme, 240 arbres ont été plantés sur le territoire du domaine Kalinin, de sorte qu'un jardin se forme avec le temps. L'ensemble des événements a été appelé "Kalinin Summer" et s'est tenu du 19 au 21 août. Des soirées littéraires, un concert de gala et des spectacles ont été organisés.

## Personnalités
- Anatoli Kalinine (1916-2008), écrivain soviétique et russe.

## Galerie

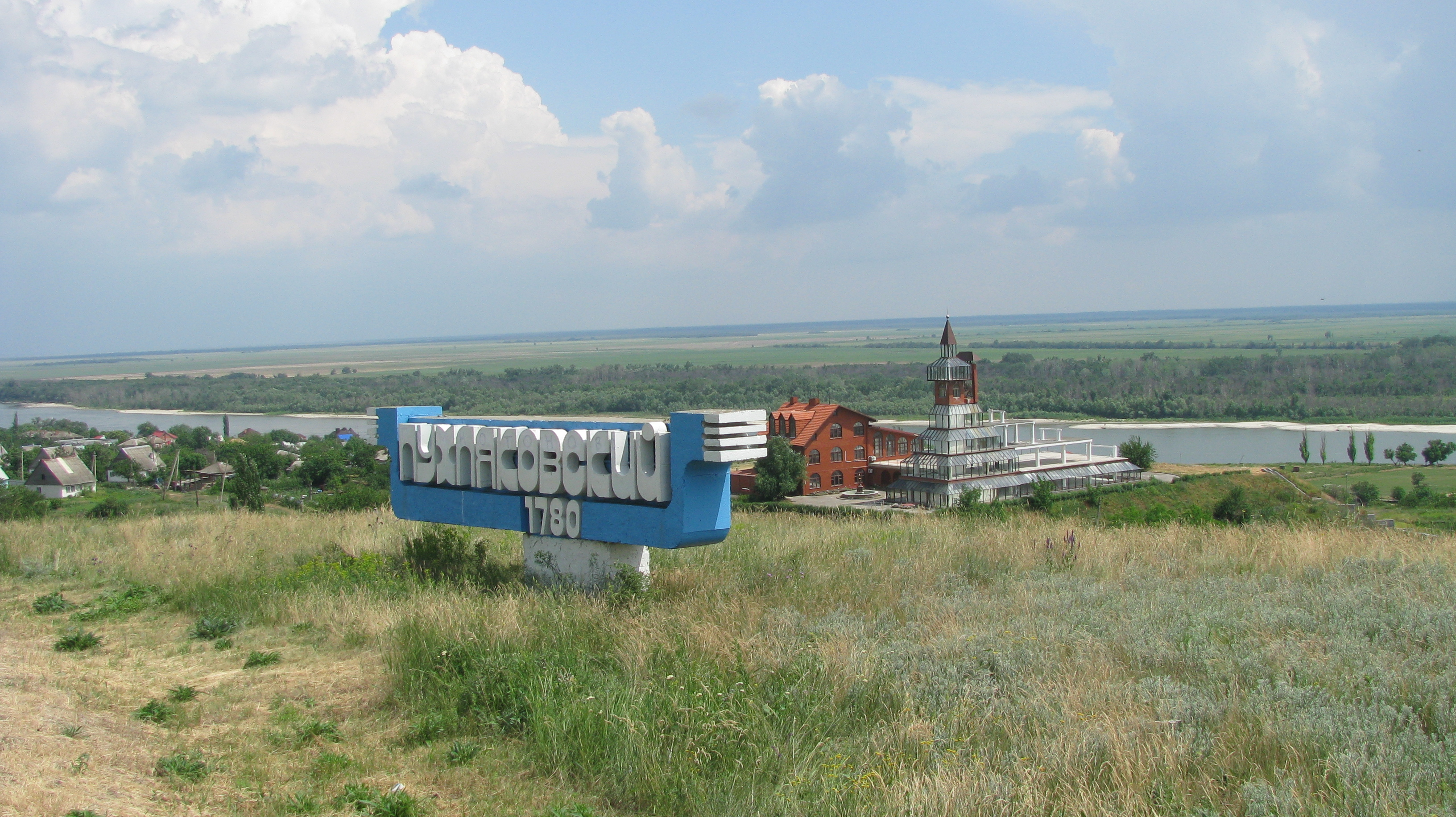
Panneau à l'entrée de Poukhliakovski.
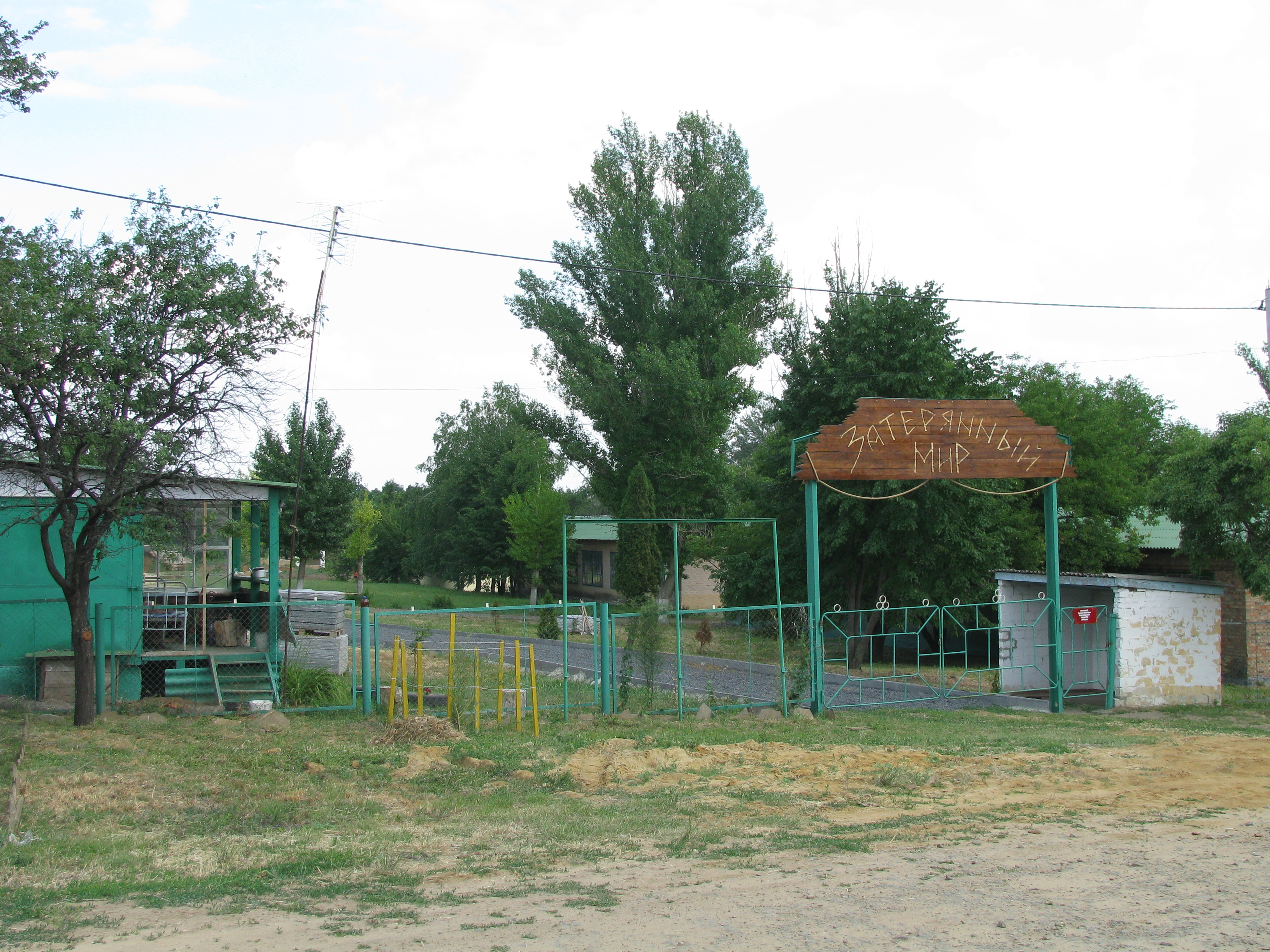
Entrée du musée ethnographique Zateryany Mir.
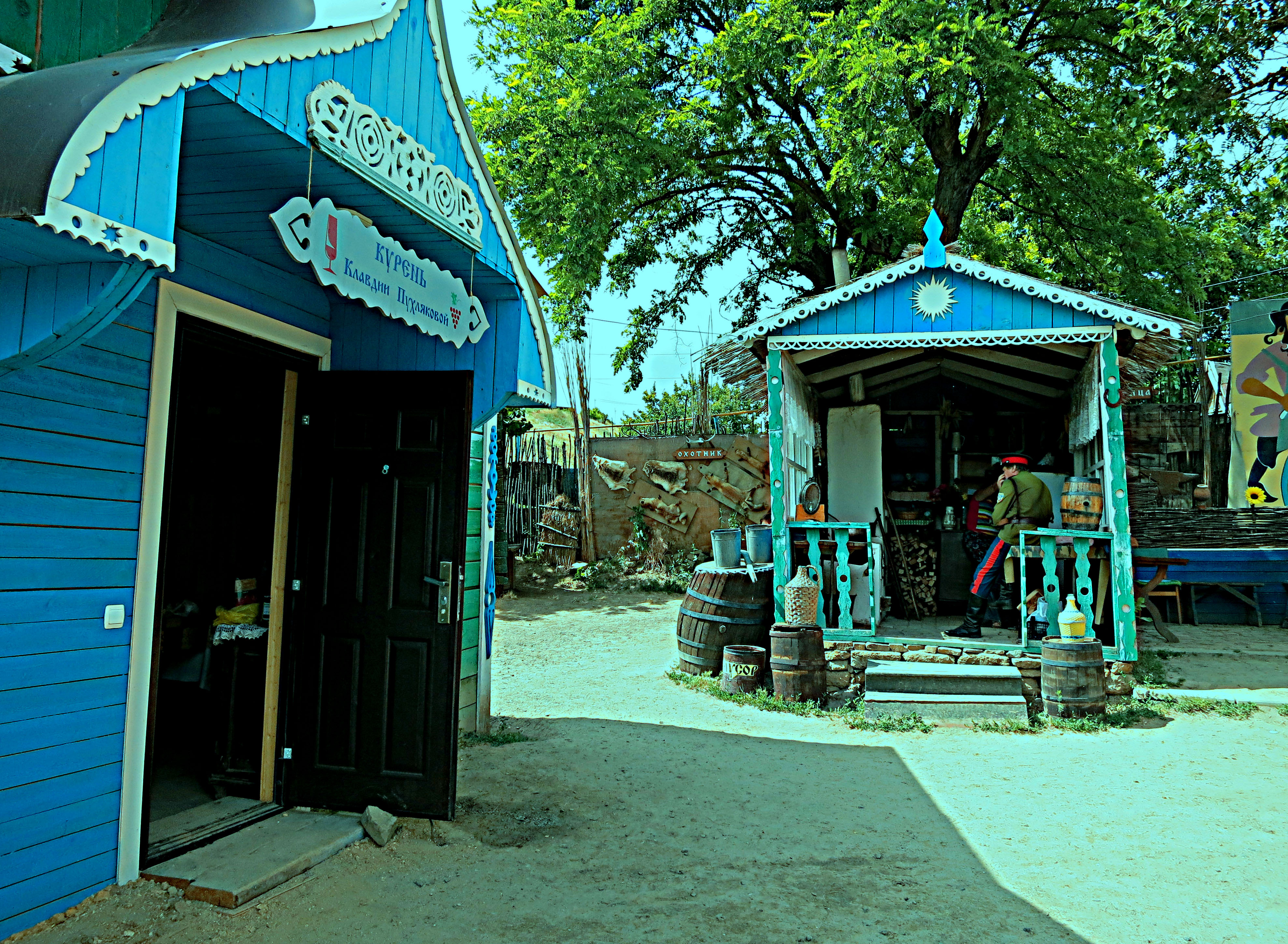
Musée ethnographique.
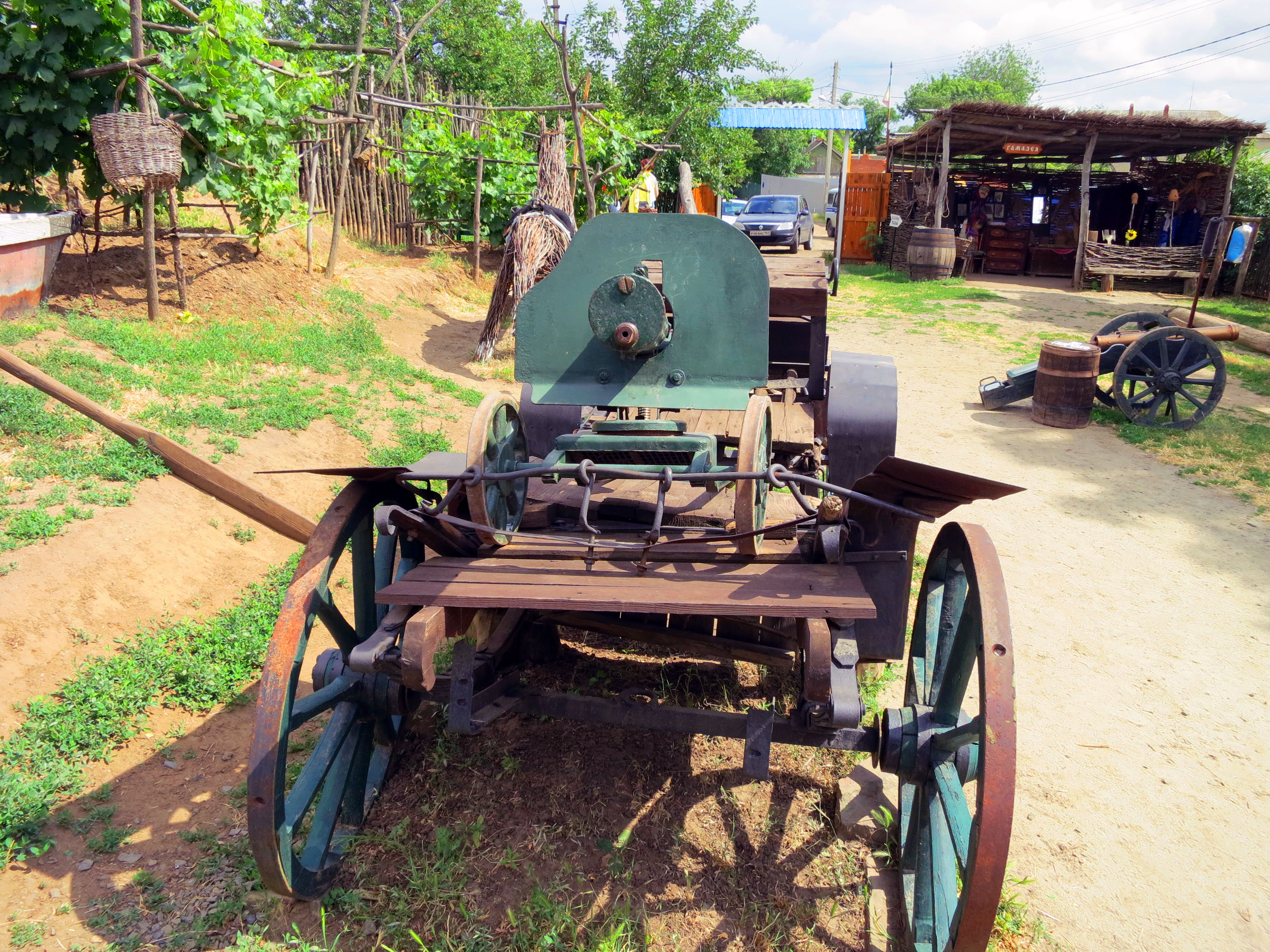
Pièce d'exposition ethnographique
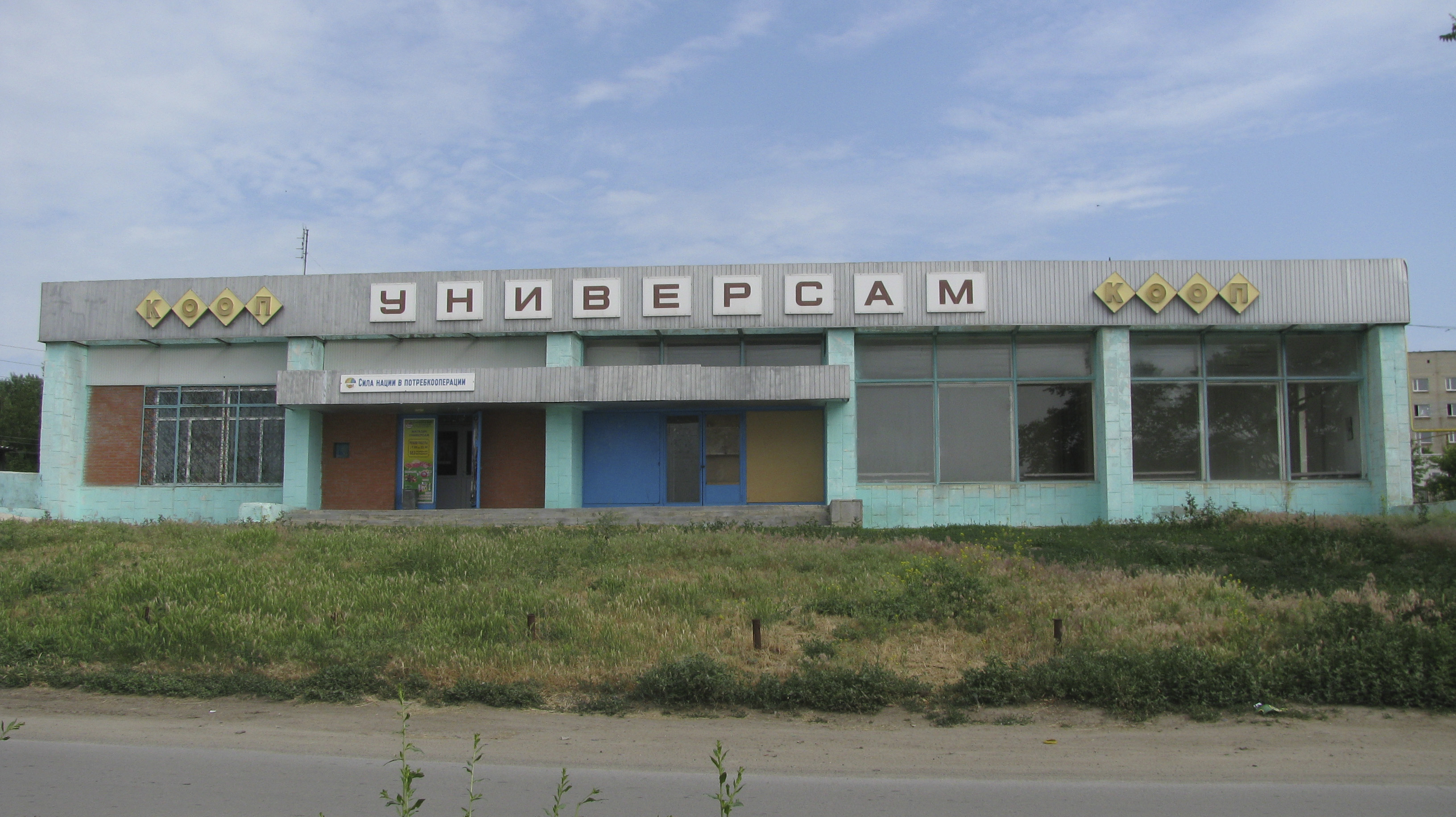
Supermarché de Poukhliakovski